# セル生産方式
セル生産方式（せるせいさんほうしき）とは、製造における生産方式である。1人、または少数の作業者チームで製品の組み立て工程を完成（または検査）まで行う。ライン生産方式などの従来の生産方式と比較して、作業者一人が受け持つ範囲が広いのが特徴。
作業者または作業者チームの周囲に組付工具や部品、作業台が「コ」の字型に囲む様子を細胞に見立て、セル生産方式と呼ばれている。特に、1人の作業者で製品を完成させる方式を、作業台を屋台に見立てて「1人屋台生産方式」とも呼ばれる。
セル生産方式は日本で提唱された生産方式で、日系企業を中心に海外へも普及している。セル生産方式の命名は、元ソニー（株）生産革新センター所長　金辰吉氏、正式には「ワークセル」生産方式。

## 背景
従来の製造業における一般的な製造方式はライン生産方式と呼ばれ、大量生産における代表的な生産方式であり、少品種多量生産に適していた。ベルトコンベアの流れの片側もしくは両脇に作業者や部品、工具などを配置し、また各作業者が担当する作業範囲も狭かった。
1990年代以降、以下のようなニーズが高まった。
- 消費者ニーズの多様化に応える多品種少量生産
- タイムリーな製品供給
- 在庫圧縮
- 低賃金のアジア諸国の製造業への対応

従来のライン生産方式では生産品目の切り替えに労力を必要とした。また、まとまった生産量が無いと生産効率が著しく低下することから必要以上の量を生産してしまい、部品在庫、完成品在庫ともに膨れ上がってしまった。
そこで、それにとって代わる生産方式として、「セル生産方式」が提唱された。

## 特徴
特徴としては、
1. 多品種少量生産に適している。
2. 在庫圧縮
3. 生産ボリュームの変動への適応力が高い。
4. 作業者の責任感、士気の向上

などが挙げられる。
1は、各作業者チームがそれぞれ小さなラインとみなせるため、個々のラインに異なる品目を流しやすいこと、部品棚、工具棚を交換すれば別品目のラインへの段取りが終わることが理由である。さらに、既存ラインの別ラインへの改造も大規模工事を行わなくてもできるため、旧製品の製造終了から新製品の立ち上げも早く実施できる。
2は、生産するにあたって、まとまった量の確保をしなくても生産可能であり、また、工程間在庫（仕掛品）の発生量も大幅に減らせるなど、大量生産時と比較して抱える在庫が少なくてすむことによる。
3は、需要が高まればセルの数を増やす、減ればセルの数を減らすなどの対応が容易であることによる。また、ライン休止させても、スペースの転用が容易なため、大規模な遊休施設が工場の場所を占拠することも少ない。
4は、最終的に消費者に渡る商品を実感しやすくなることや、自分のスキルアップが作業量、品質の向上につながることを実感しやすいことによる。
上記のような特徴があるが、これを実現するには「作業者が高いスキルレベルを有した集団である」という大前提がある。この前提がない場合、生産量と質が作業者のスキルに依存するため、作業者間での生産量の差が極端に大きくなったり、1人が見るエリアが広くなることにより製品の細かい不具合や対応漏れなどがむしろ発生しやすくなる恐れも出てくる。そのため、作業者の新人研修などは通常よりも長く設定する必要がある。また、1人作業者セルの場合、作業ノウハウの作業者間での水平展開は作業時間中にはあまり期待できず、別途時間を設けるなどの工夫も必要である。更に、工員のスキル向上に投資することから、作業内容やその教育の標準化が困難な場合は工員の長期雇用が前提となる。
設備に目を向けた場合、検査装置など高価な購入品を多数確保する必要がある。場合によっては各セル毎に有する必要があるが、各検査装置の精度保障を大量に行わなければならないなどの問題も発生する。

## セル生産方式を導入している企業
情報機器メーカーや家電メーカーで導入が積極的であり、導入企業は非常に多い。また、自動車部品や工作機械など、重工業への普及も著しい。更に最近では化粧品製造業でも採用が始められている。